# 成均镇
成均镇，是中华人民共和国广西壮族自治区玉林市福绵区下辖的一个乡镇级行政单位。

## 行政区划
成均镇下辖以下地区：
成均村、和合村、六塘村、石围村、百石村、万福村、大岭村、劝场村、通曹村、古城村、宁冲村、丹竹村、安田村、岭肚村、井龙村、二冲村、小冲村、平威村、东高村、石律村、社岗村、甘冲村和大水村。